# Котлярёво
Котлярёво (укр. Котляреве) — село в Витовском районе Николаевской области Украины.
Является центром Котляревского Старостинского округа Шевченковской сельской общины Николаевского района.
Основано в 1922 году. Население по переписи 2001 года составляло 1602 человек. Почтовый индекс — 57261. Телефонный код — 512.
К северу село Шевченково Котляревского Старостинского округа Шевченковской общины.
К югу село Шевченково Шевченковского Старостинского округа Шевченковской общины.

## Местный совет
57260, Николаевская обл., Витовский р-н, с. Котлярёво, ул. Комарова, 14, тел.: 28-36-94

## Известные жители
- Личко, Василий Григорьевич